# Шерберн (округ)
Ше́рберн (англ. Sherburne County) — округ в штате Миннесота, США. Административный центр и крупнейший город — Элк-Ривер. По переписи 2000 года в округе проживают 64 417 человек. Площадь — 1168 км², из которых 1130,6 км² — суша, а 37,4 км² — вода. Плотность населения составляет 57 чел./км².

## История
Округ был основан в 1856 году.